# Empunhadura dupla

Soldados mongóis empunham facas duplas durante exibição de habilidades

Empunhadura dupla ou Akimbo é a técnica de usar duas armas, uma em cada mão, durante o combate. Não é uma prática de combate comum. Embora os registros históricos de empunhadura dupla na guerra sejam limitados, existem inúmeras artes marciais baseadas em armas que envolvem o uso de um par de armas. O uso de uma arma companheira às vezes é empregado em artes marciais europeias e esgrima, como uma adaga de aparar. Dizia-se que Miyamoto Musashi, um espadachim japonês e ronin, tinha concebido a ideia de um estilo particular de manejo de espadas, envolvendo o uso de duas espadas.
Em termos de armas de fogo, especialmente armas de mão, o uso de duas armas é geralmente condenado por entusiastas de armas de fogo devido à sua impraticabilidade. Embora o uso de duas armas de mão ao mesmo tempo confira uma vantagem ao permitir mais munições prontas para uso, isso raramente é feito devido a outros aspectos do manuseio de armas. A empunhadura dupla foi popularizada por obras de ficção (filmess, televisão e jogos eletrônicos), que têm a liberdade de ignorar a impraticabilidade do estilo, e o termo em si é frequentemente invocado no contexto da obra.

## História

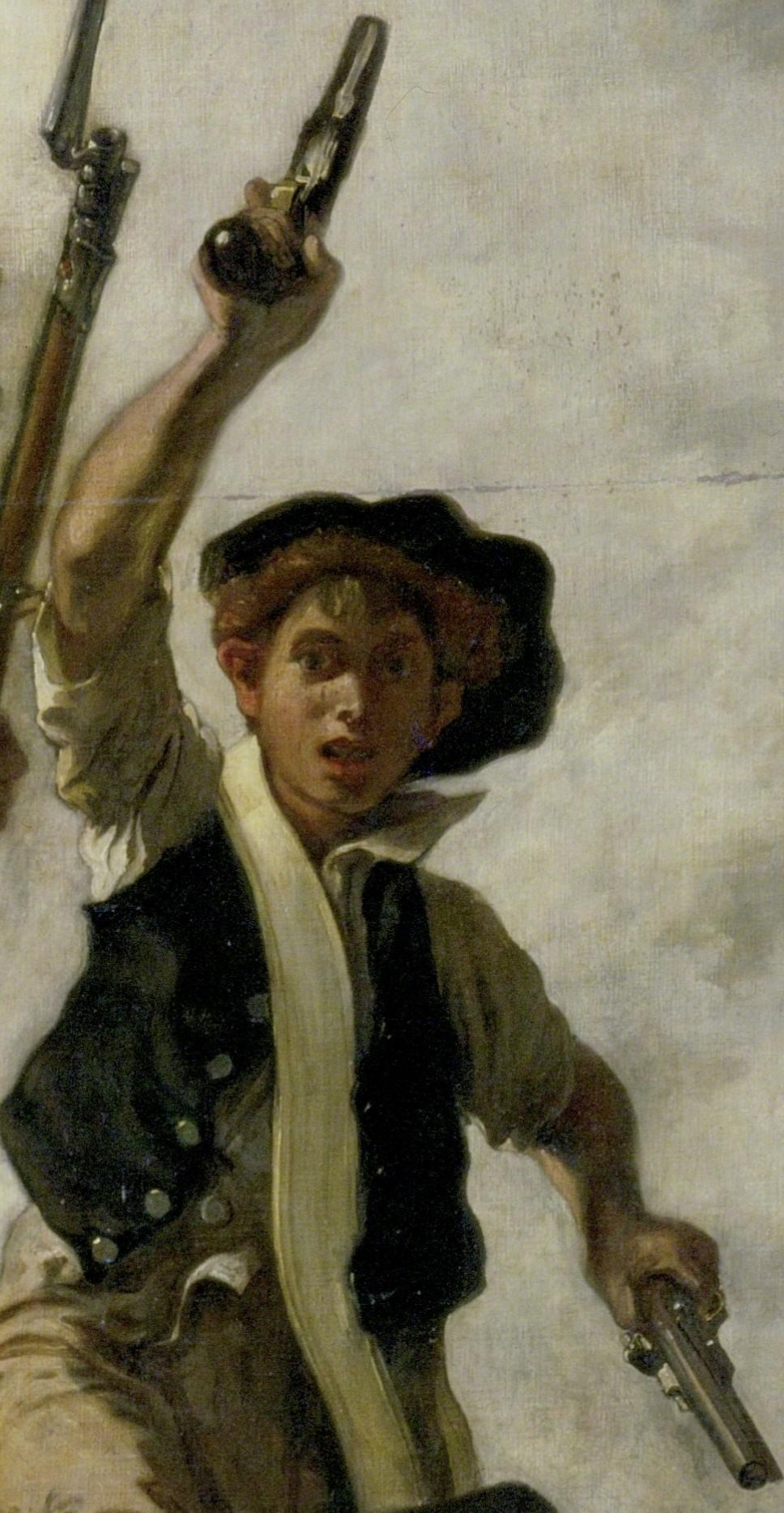
Um proletariado urbano empunha duas pistolas na pintura de Eugene Delacroix, La Liberté guidant le peuple.

A empunhadura dupla não tem sido usada ou mencionada muito na história militar, embora apareça nas artes marciais baseadas em armas e nas práticas de esgrima.
O uso de combinações de armas em cada mão tem sido mencionado em combate próximo na Europa Ocidental durante o Império Bizantino, Idade Média e Renascimento. O uso de uma adaga de aparar, como um gauche principal e uma rapieira, é comum nas artes marciais europeias históricas. As escolas tradicionais de artes marciais japonesas incluem técnicas de empunhadura dupla, particularmente um estilo concebido por Miyamoto Musashi envolvendo a katana e wakizashi, técnicas de kenjutsu com duas espadas que ele chamou de Niten Ichi-ryū. Eskrima, as artes marciais tradicionais das Filipinas, ensinam técnicas de Doble Baston, envolvendo o uso básico de um par de paus de vime e também Espada y daga ou Sword/Stick e Dagger. As artes marciais de Okinawa têm um método que usa um par de sai. As artes marciais chinesas envolvem o uso de um par de espadas borboleta e espadas gancho. Gatka, uma arte marcial baseada em armas da região de Punjab, é conhecida por usar duas varas ao mesmo tempo. A arte marcial baseada em armas da Tailândia, Krabi Krabong, envolve o uso de uma Krabi separado em cada mão. Kalaripayattu ensina os alunos avançados a usar dois paus (de vários tamanhos) ou dois punhais ou duas espadas simultaneamente. Uma das menções mais antigas de empunhadura dupla é o estilo de gladiador conhecido como dimachaerus, onde um gladiador usaria duas espadas do mesmo comprimento, às vezes retas e às vezes tortas no meio da lâmina. As tribos indígenas norte-americanas do nordeste do Atlântico usavam uma forma que envolvia um tomahawk na mão primária e uma faca na secundária. É praticado hoje como parte da moderna arte marcial Cree Okichitaw.
Todos os exemplos acima mencionados envolvem uma arma longa e uma curta ou duas armas curtas. Um exemplo de uma empunhadura dupla de dois sabres é o hopak ucraniano de dança cossaco.
O uso de uma arma em cada mão é frequentemente associado ao Velho Oeste americano, principalmente devido a retratos da mídia. Era comum as pessoas da época portarem duas armas, mas não usá-las ao mesmo tempo, como mostrado nos filmes. A outra pistola era usada como arma de reserva.
No entanto, houve vários exemplos de pistoleiros no Ocidente que realmente usaram duas pistolas ao mesmo tempo em seus tiroteios:
- John Wesley Hardin matou um pistoleiro chamado Benjamin Bradley que atirou nele, sacando as duas pistolas e atirando de volta.[7]
- O vaqueiro mexicano Augustine Chacon teve vários tiroteios em que foi superado em número por mais de um atirador e prevaleceu equipando-se com um revólver em cada mão.[8]
- King Fisher uma vez conseguiu matar três bandidos em um tiroteio, puxando as duas pistolas.[9]
- Durante o infame Tiroteio Quatro Mortos em Cinco Segundos, o policial Dallas Stoudenmire puxou as duas pistolas quando saiu correndo para a rua e matou um espectador e dois outros pistoleiros.[10]
- Jonathan R. Davis, um garimpeiro durante a Corrida do ouro na Califórnia, foi emboscado por onze bandidos enquanto estava junto com dois de seus camaradas. Um de seus amigos foi morto e o outro foi mortalmente ferido durante a emboscada. Davis pegou seus dois revólveres e disparou, matando sete dos bandidos e matando o resto deles com sua faca bowie.[11]

## Tempos modernos

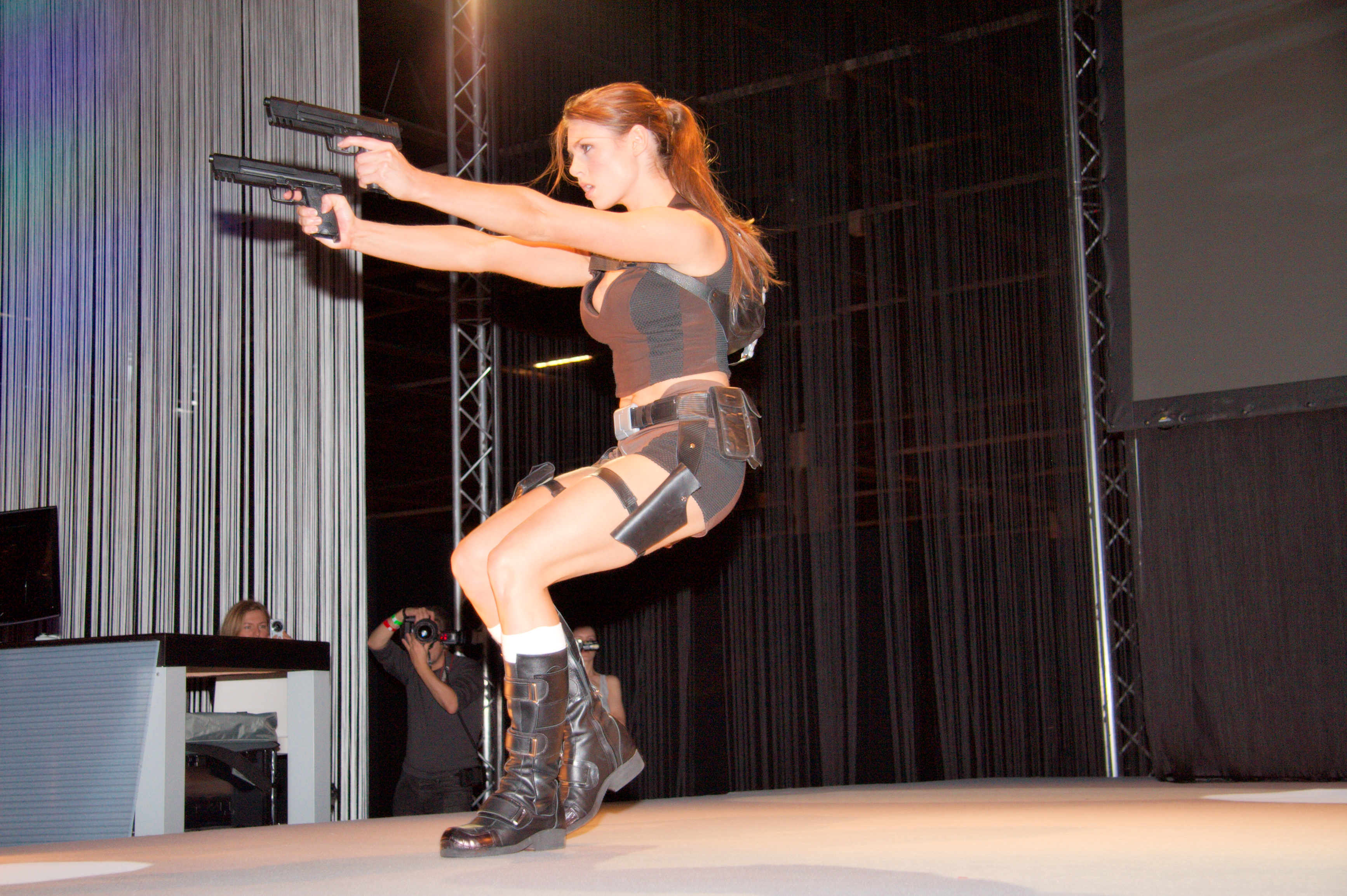
Modelo vestida como Lara Croft fazendo empunhadura dupla de pistolas

Dizia-se que a empunhadura dupla de duas pistolas foi popularizada pela paixão do cinema e da televisão.
Em MythBusters, há um episódio em que eles compararam muitas posições de tiro, incluindo ter uma arma em cada mão e descobriram que, em comparação com a posição de duas mãos na arma de referência, apenas a posição de uma mão no nível do ombro com uma única arma era comparável em termos de precisão e velocidade. A capacidade de olhar para a mira da arma foi apontada como a principal razão disso. Em um episódio do ano seguinte, eles compararam segurar duas armas e atirar simultaneamente - em vez de alternar tiros esquerdo e direito - com segurar uma arma na posição de duas mãos, e descobriram que os resultados eram a favor do uso de duas armas e atirar simultaneamente.